# گل گوشواره
گل گوشواره، گل آویز، گل آویزمنگوله‌ای، فوشیا (نام علمی: Fuchsia) از گیاهان گل‌دار است. گل‌های این گیاه به شکل زنگ‌های سرازیر و به رنگ قرمز، ارغوانی یا صورتی و شبیه گل انار است. نام این گیاه از نام لئونهارت فوکس پزشک و گیاه‌شناس آلمانی گرفته شده‌است.

## ویژگی
ارتفاع در حدود ۱ و نیم متر، فصل گل دهی تابستان و پاییز

## نگارخانه

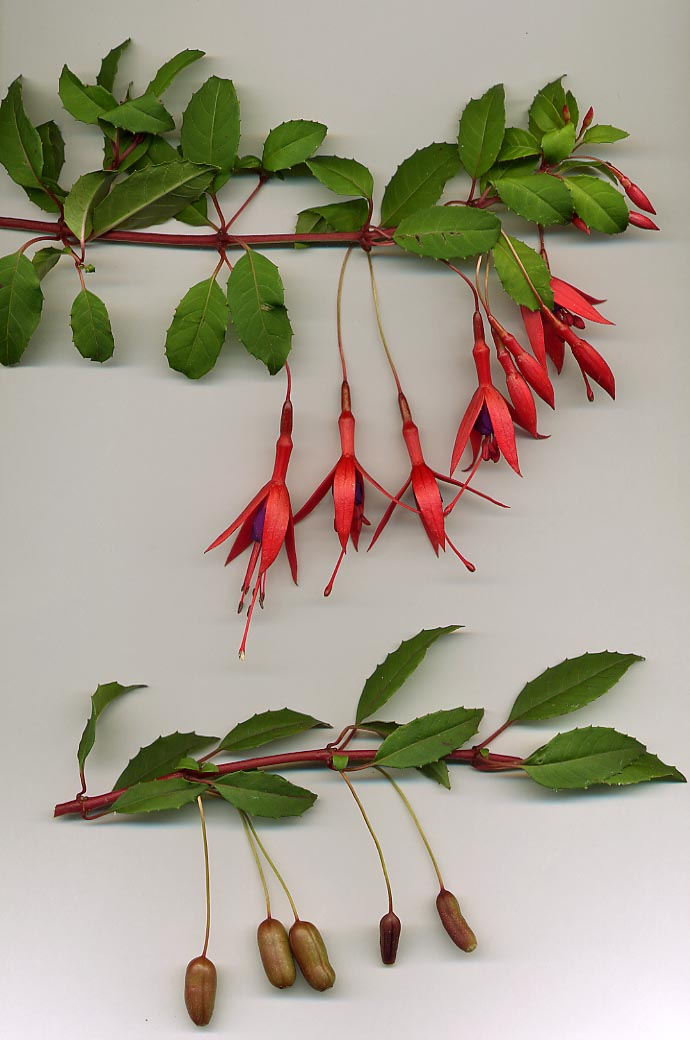
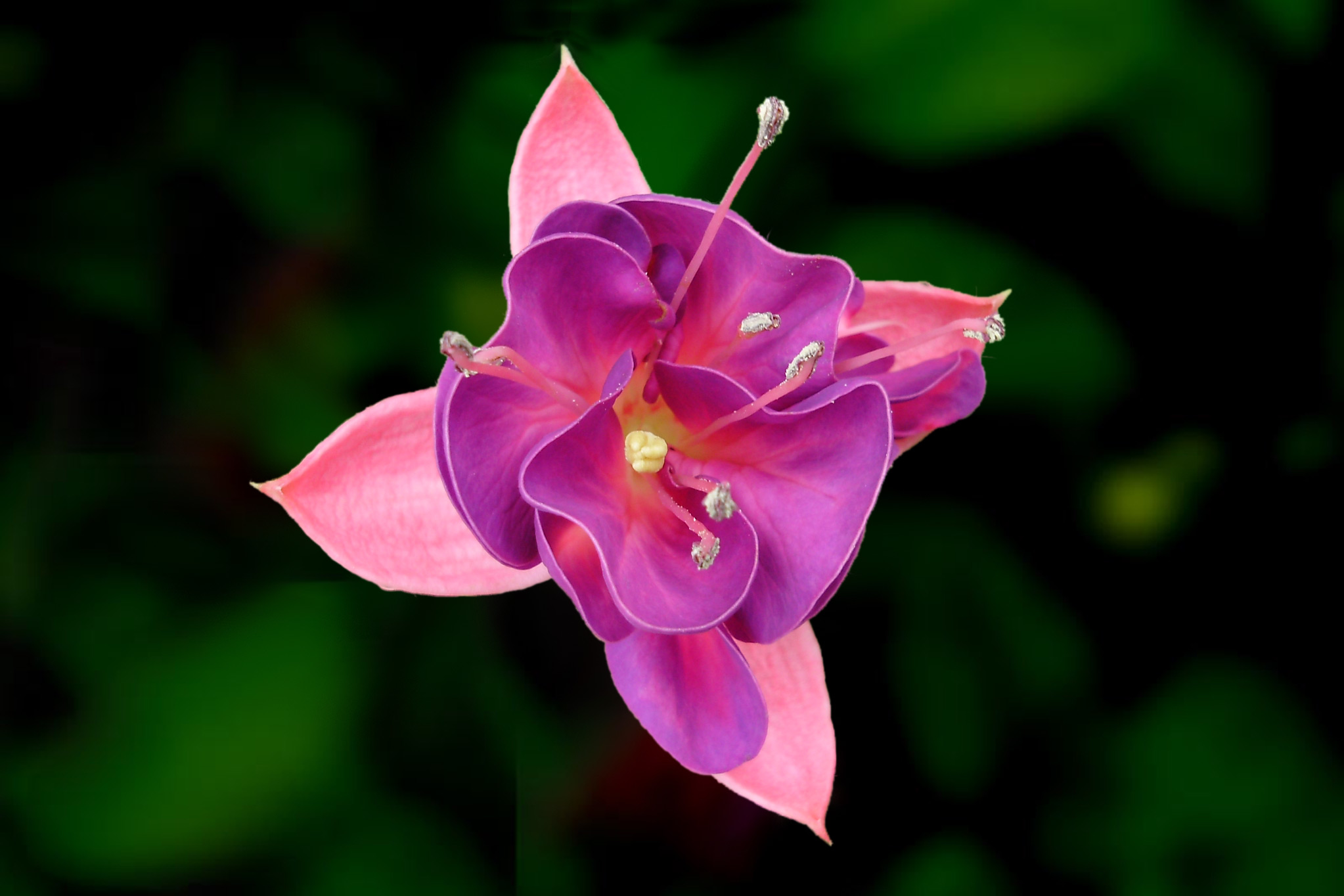

## تکثیر
قلمه و بذر